# 플라이 2
《플라이 2》(영어: The Fly II)는 미국에서 제작된 크리스 웨일러스 감독의 1989년 SF 공포 영화이다. 1986년 영화 《플라이》의 후속작이다. 에릭 스톨츠 등이 출연하였고, 스티븐찰스 재피 등이 제작에 참여하였다.

## 출연진
- 에릭 스톨츠
- 대프니 저니가
- 리 리처드슨
- 할리 크로스
- 존 게츠

## 기타 제작진
- 배역: 데버라 루케이시
- 미술: 마이클 S. 볼턴
- 특수 효과: 크리스 웨일러스
- 조감독: 피터 D. 마셜, 리처드 콜먼